# Waterkant (Paramaribo)

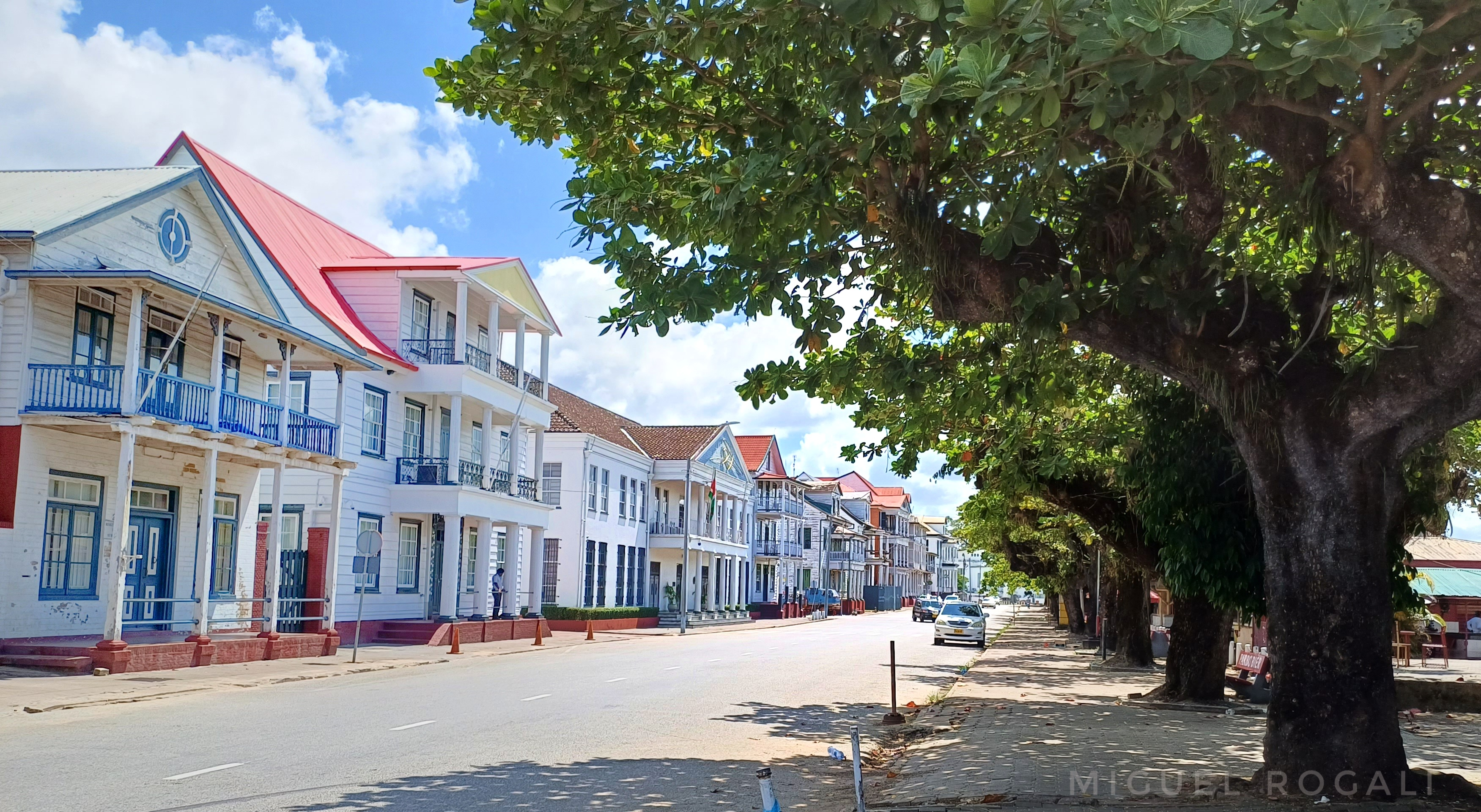
Blik op de Waterkant, 2023

De Waterkant is de oudste straat van Paramaribo, de hoofdstad van Suriname en is direct aan de kade van de Surinamerivier gelegen. Door het beeldbepalende uiterlijk vormt het een centraal onderdeel van de sinds 2002 door de UNESCO als Werelderfgoedlijst beschermde historische binnenstad van Paramaribo.

## Geschiedenis
De ligging aan de Surinamerivier, nabij het Fort Zeelandia, dat in de 17e eeuw als versterking voor de Nederlandse kolonie werd gebouwd, maakte dat de Waterkant als eerste straat van de stad werd aangelegd. Veel van de toenmalige bebouwing is verloren gegaan tijdens de stadsbrand van 1821. Na de brand gaf de architect Johan August Voigt Paramaribo een nieuw stadsgezicht door de bouw van een ensemble van monumentale witte gebouwen aan de Waterkant. De ligging bij het water en het kenmerkende stadsbeeld, met veel monumentale gebouwen en nationale instituties, maakt dat in vrijwel alle landsbeschrijvingen van Suriname en in zeer veel bellettrie de Waterkant vermelding vindt.
In 2021 kende de Inter-Amerikaanse Ontwikkelingsbank een lening van vijf miljoen Amerikaanse dollar toe om de Waterkant aantrekkelijker te maken voor toeristen.

## Beschrijving
De Waterkant is een van de belangrijkste straten van de stad. De straat loopt van het Onafhankelijkheidsplein (het voormalige Gouvernementsplein, later Oranjeplein) evenwijdig aan het water op de linkeroever van de Surinamerivier tot voorbij de Centrale Markt en eindigt op het kruispunt waar twee andere belangrijke verkeersaders van de stad beginnen: de Saramaccastraat in het verlengde van de Waterkant verder zuidelijk, en de Dr. Sophie Redmondstraat in westelijke richting. Zowel in de koloniale als in de moderne tijd heeft de Waterkant een belangrijke rol gespeeld in het leven van Paramaribo. Er liggen belangrijke gebouwen aan de straat als het Hoekhuis (op de hoek met het Onafhankelijkheidsplein), grote koloniale woningen, de Centrale Bank van Suriname, de Waag en de Lutherse Kerk. Ter hoogte van de Centrale Markt is de rivier niet meer te zien, omdat de markthallen pal aan de rivier liggen. Het gedeelte tussen het Onafhankelijkheidsplein en de Keizerstraat is nogal altijd een van de best bewaard gebleven eenheden van koloniale architectuur in de stad. De overzijde van de straat is met kleine kiosken, eetkraampjes, banken en bomen een populaire bestemming voor flaneerders en zondagstoeristen.

## Steigers
Aan de Waterkant liggen vier belangrijke steigers: de oudste  is de Stenen Trap aan het Onafhankelijkheidsplein (vroeger gebruikt voor officiële gouvernementsboten aanlegplaats van de schepen met immigranten), later werd even stroomafwaarts bij Fort Zeelandia hiervoor de grotere Marinetrap aangelegd. Als derde is er de SMS-steiger ter hoogte van de Waag (hier vertrekken pakboten naar de districten) en ten slotte de veersteiger (waar de veerboot naar Meerzorg vertrekt; met aan de overzijde van de weg de centrale busstandplaats van Paramaribo).

## Bouwwerken
Aan de Waterkant staan een groot aantal monumentale gebouwen die op de Werelderfgoedlijst van UNESCO staan, als onderdeel van de historische binnenstad. Een statig gebouw dat daar niet op staat is de Centrale Bank van Suriname op huisnummer 20. Links aan de overkant bevindt zich The Craft Market en verderop rechts Vreedzaammarkt en de Centrale Markt. Op huisnummer 5 bevindt zich achter de De Waag de Gallery Eygi Du die in 1979 gestart werd door Carla Tuinfort.
In het verleden bevond zich aan de Waterkant 64 ook het monumentale Hoofdbureau van Politie. Het was een gebouw met drie verdiepingen. De voorgevel had de vorm van een halve cilinder waardoor het gebouw ook wel de bijnaam lontu oso (rond huis) kende. Op 25 februari 1980 werd dit pand tijdens de Sergeantencoup door de militairen beschoten met fosforgranaten en daardoor volledig platgebrand. Het militaire regime liet hier een jaar later het Monument van de Revolutie plaatsen.

### Monumenten
De volgende panden aan de Waterkant staan op de monumentenlijst:

#### Nog bestaande monumenten
| Omschrijving                                                     | Bouwjaar   | Adres         | Coördinaten                  | Objectnummer? | Afbeelding                    |
| ---------------------------------------------------------------- | ---------- | ------------- | ---------------------------- | ------------- | ----------------------------- |
| woonhuis: Hoekhuis                                               | 1821-1898  | Waterkant 2   | 5° 49' 31" NB, 55° 9' 7" WL  | APO 036       | Meer afbeeldingen Upload foto |
| woonhuis                                                         |            | Waterkant 4   | 5° 49' 32" NB, 55° 9' 7" WL  | APO 037       | Meer afbeeldingen Upload foto |
| overheidsgebouw: De Waag                                         | 1821-1824  | Waterkant 5   | 5° 49' 30" NB, 55° 9' 15" WL | APO 038       | Meer afbeeldingen Upload foto |
| woonhuis                                                         |            | Waterkant 6-8 | 5° 49' 29" NB, 55° 9' 18" WL | APO 039       | Meer afbeeldingen Upload foto |
| woonhuis                                                         |            | Waterkant 10  | 5° 49' 29" NB, 55° 9' 18" WL | APO 040       | Meer afbeeldingen Upload foto |
| woonhuis: Het Vervuurt-huis                                      | circa 1860 | Waterkant 12  | 5° 49' 29" NB, 55° 9' 18" WL | APO 041       | Meer afbeeldingen Upload foto |
| woonhuis: Academie voor Hoger Kunst- en Cultuuronderwijs (AHKCO) |            | Waterkant 14  | 5° 49' 31" NB, 55° 9' 12" WL | APO 042       | Meer afbeeldingen Upload foto |
| woonhuis: Bibliotheek van de Centrale Bank van Suriname          | 1821       | Waterkant 26  | 5° 49' 31" NB, 55° 9' 13" WL | APO 043       | Meer afbeeldingen Upload foto |
| woonhuis                                                         |            | Waterkant 28  | 5° 49' 31" NB, 55° 9' 13" WL | CPO 014       | Meer afbeeldingen Upload foto |
| koopmanshuis: Ministerie van Sociale Zaken                       | 1821       | Waterkant 30  | 5° 49' 31" NB, 55° 9' 13" WL | APO 044       | Meer afbeeldingen Upload foto |
| woonhuis                                                         |            | Waterkant 32  | 5° 49' 31" NB, 55° 9' 13" WL | APO 045       | Meer afbeeldingen Upload foto |
| woonhuis: Scheepvaart Maatschappij Suriname/Suricorps            |            | Waterkant 44  | 5° 49' 31" NB, 55° 9' 13" WL | BPO 021       | Meer afbeeldingen Upload foto |
| woonhuis                                                         |            | Waterkant 72  | 5° 49' 28" NB, 55° 9' 26" WL | BPO 022       | Meer afbeeldingen Upload foto |
| woonhuis                                                         |            | Waterkant 80  | 5° 49' 29" NB, 55° 9' 28" WL | APO 047       | Meer afbeeldingen Upload foto |
| winkel: Bettencourtgebouw                                        | 1915       | Waterkant 84  | 5° 49' 27" NB, 55° 9' 29" WL | APO 048       | Meer afbeeldingen Upload foto |
| woonhuis                                                         |            | Waterkant 86  | 5° 49' 26" NB, 55° 9' 29" WL | BPO 023       | Meer afbeeldingen Upload foto |
| woonhuis                                                         |            | Waterkant 88  | 5° 49' 26" NB, 55° 9' 29" WL | BPO 024       | Meer afbeeldingen Upload foto |
| Maarten Lutherkerk                                               | 1833       | Waterkant 102 | 5° 49' 25" NB, 55° 9' 34" WL | APO 049       | Meer afbeeldingen Upload foto |

#### Niet meer bestaande monumenten
| Omschrijving | Bouwjaar               | Adres                          | Coördinaten                  | Objectnummer? | Afbeelding                    |
| ------------ | ---------------------- | ------------------------------ | ---------------------------- | ------------- | ----------------------------- |
|              | Gesloopt 2004          | Waterkant 36                   | 5° 49' 31" NB, 55° 9' 13" WL | BPO 018       | Meer afbeeldingen Upload foto |
|              | Gesloopt 27-8-2012     | Waterkant 40                   | 5° 49' 31" NB, 55° 9' 13" WL | APO 046       | Meer afbeeldingen Upload foto |
|              | Ingestort 24-8-2012    | Waterkant 42                   | 5° 49' 31" NB, 55° 9' 13" WL | BPO 020       | Meer afbeeldingen Upload foto |
|              | Illegaal gesloopt 2010 | Watermolenstraat 1 / Waterkant | 5° 49' 31" NB, 55° 9' 7" WL  | CPO 024       | Meer afbeeldingen Upload foto |

## Gedenktekens
Hieronder volgt een overzicht van de gedenktekens aan de Waterkant:
| Onderwerp                                                  | Type                     | Kunstenaar           | Onthulling | Locatie                           | Omschrijving                                |
| ---------------------------------------------------------- | ------------------------ | -------------------- | ---------- | --------------------------------- | ------------------------------------------- |
| Gedenksteen voor dominee G.C. Steijnis                     | gedenksteen              | J Rinse jr.          | 1892       | Maarten Lutherkerk                | predikant dr. G.C. Steijnis                 |
| boom geplant                                               | niemboom                 | n.v.t.               | 1948       | bij Onafhankelijkheidsplein       | 75-jarig jubileum Hindoestaanse immigratie  |
| Plaquette 106 jaar Hindoestaanse immigratie                | plaquette                | Krishnapersad Khedoe | 1979       | bij Onafhankelijkheidsplein       | 106-jarig jubileum Hindoestaanse immigratie |
| Centrale Bank van Suriname                                 | beeldengroep             | Erwin de Vries       | 1987       | achtererf van de bank             | 30-jarig jubileum                           |
| Monument voor de Gevallenen                                | standbeeld               | Charles Nieleveld    | 1950       | bij Onafhankelijkheidsplein       | Tweede Wereldoorlog                         |
| Monument van de Revolutie                                  | gedenkzuil               | Jules Chin A Foeng   | 1981       | Voormalig Hoofdbureau van Politie | Sergeantencoup                              |
| Koreaanse Oorlogsmonument                                  | beeldengroep             | onbekend             | 2009       | bij Onafhankelijkheidsplein       | Koreaanse Oorlog                            |
| Gesneuvelde militairen en burgers                          | obelisk                  | onbekend             | 2016       | bij Onafhankelijkheidsplein       | Binnenlandse Oorlog                         |
| Hart van de Liefde                                         | ijzerwerk                | onbekend             | 2019       | bij Onafhankelijkheidsplein       | liefdesslot                                 |
| Nationale gedenkplaat voor de afschaffing van de slavernij | gedenkzuil met plaquette | onbekend             | 2018       | bij Stenen Trap                   | afschaffing van de slavernij in Suriname    |

## Stadsbranden van 1821 en 1832

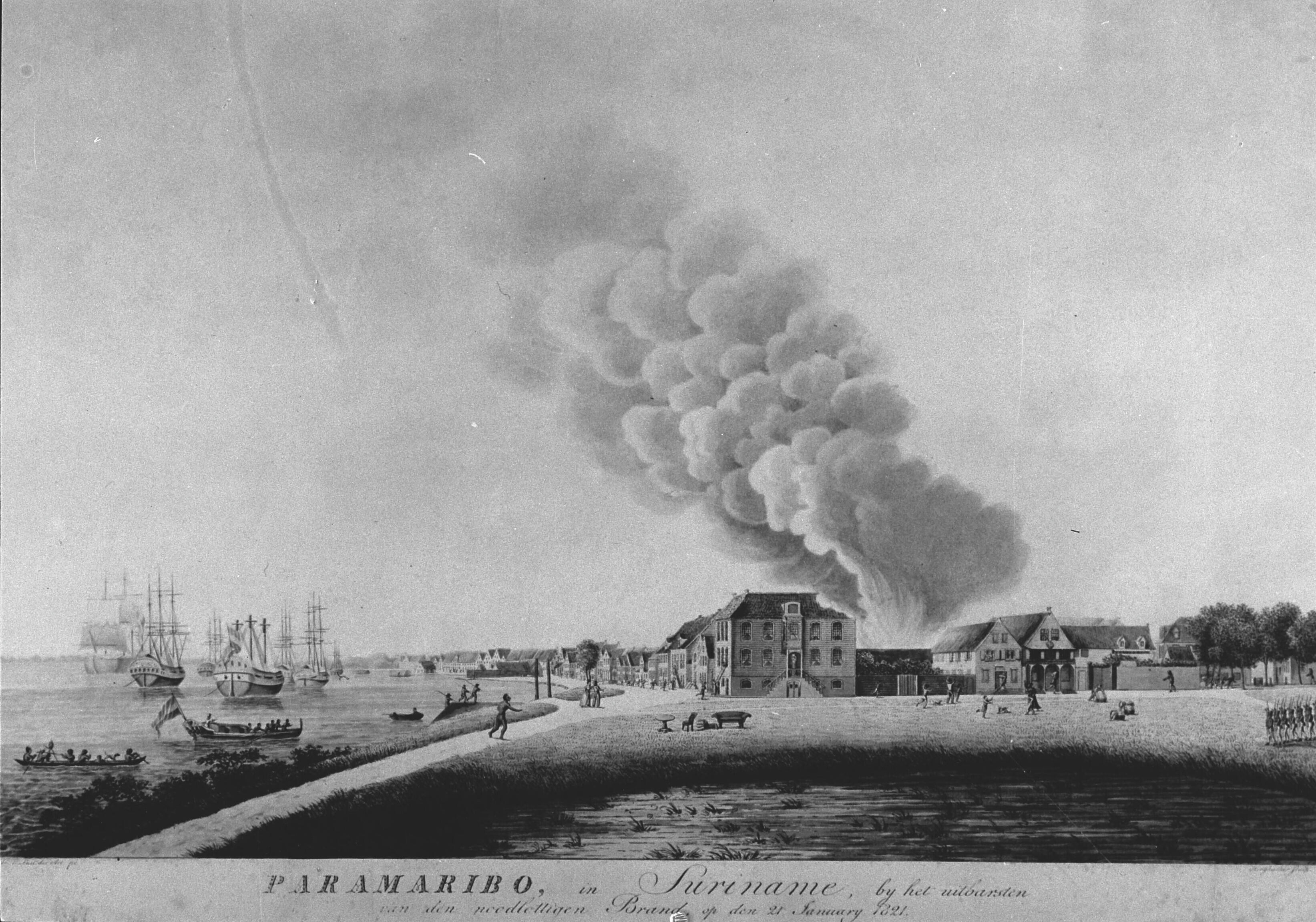
Prent van de stadsbrand van 1821

Op zondagmiddag 21 januari 1821 brak rond half twee brand uit in een huis op de hoek van het Gouvernementsplein en de Waterkant. De brand bleef vervolgens overslaan op andere huizen tot de brand de volgende dag om twaalf uur onder controle was. In tien straten brandden alle huizen af. Ook andere straten werden zwaar getroffen, waaronder veel huizen aan het toenmalige Gouvernementsplein. In 1832 brak opnieuw een grote stadsbrand uit die in de Heiligenweg ontstond. Uiteindelijk gingen vijftig panden in rook op. Deze keer ontstond de stadsbrand niet toevallig, maar was die aangestoken door enkele weggelopen slaven. Drie van hen – Kodjo, Mentor en Present – werden ter dood veroordeeld. Een bijkomend gevolg was dat slaven sindsdien strenger gestraft werden.